# La Voix de la femme

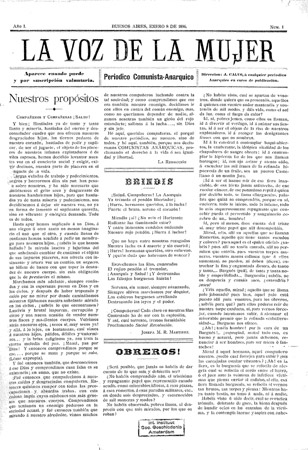
La Voz de la Mujer, 1896.

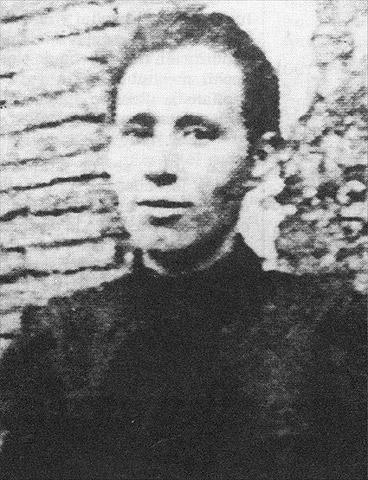
Virginia Bolten (1870-1960).

La Voz de la Mujer, La Voix de la femme en français, est le premier journal anarcha-féministe au monde.
Publié en Argentine par un collectif de femmes dont la communiste libertaire Virginia Bolten, il compte neuf numéros, parus du 8 janvier 1896 au 10 mars 1897.
En plus de proposer un féminisme libertaire loin du féminisme réformisme de l'époque, le journal défendait les idéaux du communisme libertaire ; sa devise était d'ailleurs « Ni Dieu, ni Patron, ni Mari ».
Le journal a d'abord été publié à Buenos Aires, puis Rosario et finalement à Montevideo, bien que dans ces deux dernières villes les témoignages en soient fragmentaires.
Outre Bolten, Pepita Guerra, Teresa Marchiso, Josefa Martínez, Soledad Gustavo (mère de Federica Montseny), Ana López et Irma Ciminaghi ont collaboré à la publication. Ces contributrices étaient pour la plupart des travailleuses migrantes ayant un certain degré d'instruction.
La Voz de la Mujer exhorte ses lectrices à la propagande par le fait et à l'action directe, ce qui l'oblige à rester dans une semi clandestinité.
Même si l'expérience fut brève, elle permit l’expression d’une volonté d’émancipation féminine et de sensibilisation du mouvement ouvrier aux questions d’égalité de genre.

## Argument
La Voz de la Mujer appelait les femmes à se rebeller contre l'oppression masculine mais sans abandonner la lutte prolétarienne. Il critiquait toute forme d'autorité, ecclésiastique, patronale, étatique et familiale. La proposition ultime consistait en l'instauration du communisme libertaire.
Les rédactrices dénoncent leur rôle d’objet sexuel et disent à quel type de relations elles aspirent, sous le regard moqueur des mâles de leur classe et la réprobation de la société bourgeoise.
Le journal suscita des tensions au sein du mouvement anarchiste car beaucoup de ses militants considéraient certaines de ses positions comme des attaques contre le sexe masculin, ce qui amena la rédaction à clarifier sa position.
L'institution du mariage était l'une des cibles principales du journal qui considérait les femmes comme le maillon le plus opprimé de la chaîne de l'exploitation. Il défendait l'idée de l'amour libre du point de vue de l'autonomie personnelle, sans préconiser la promiscuité.
La Voz de la mujer propose de donner aux femmes prolétaires les outils de leur émancipation. Partisan de l’amour libre
et de la propagande par le fait, le journal exprime leur volonté d’en finir avec toutes les oppressions : religieuse,
capitaliste ou patriarcale.

## Histoire
Le format du journal était de quatre pages et son tirage de 1000 à 2000 exemplaires en plus de la distribution semi-clandestine  en raison de son plaidoyer pour l'action directe. Sur la couverture se trouvait cette annonce : « Il paraît quand vous pouvez et par abonnement volontaire ». Le journal tenait financièrement grâce à des abonnements et des dons individuels. Sur la dernière page de chaque numéro étaient détaillés les frais de gestion. La rédaction était en contact avec Louise Michel et Emma Goldman comme indiqué dans le cinquième numéro du journal. Le premier numéro fut publié le 8 janvier 1896. Les difficultés économiques menacèrent la viabilité du projet puis les dettes du journal conduisirent  à sa disparition. Le dernier numéro fut publié le 1er janvier 1897.
Selon l'historienne Marianne Enckell, « Leur colère n’a sans doute pas pris fin avec la cessation du journal, due à des raisons financières. Elles avaient probablement été influencées par les Espagnoles Soledad Gustavo, Teresa Claramunt, par les Françaises Flora Tristan ou Marguerite Durand. Il n’empêche que c’est vraisemblablement le premier journal de femmes anarchistes, Il y en eut plusieurs autres par la suite : citons L'Exploitée (Lausanne, 1907-1908) de Margarethe Faas-Hardegger, Tian Yi Bao (Justice naturelle, Tokyo, en chinois, 1907) de He Zhen et de son compagnon, The Woman Rebel (New York, 1914) de Margaret Sanger, Seitō (Bas-Bleu, Japon, vers 1920) de Noe Itō – puis bien sûr l'organisation féminine libertaire Mujeres Libres en Espagne depuis 1936. ».

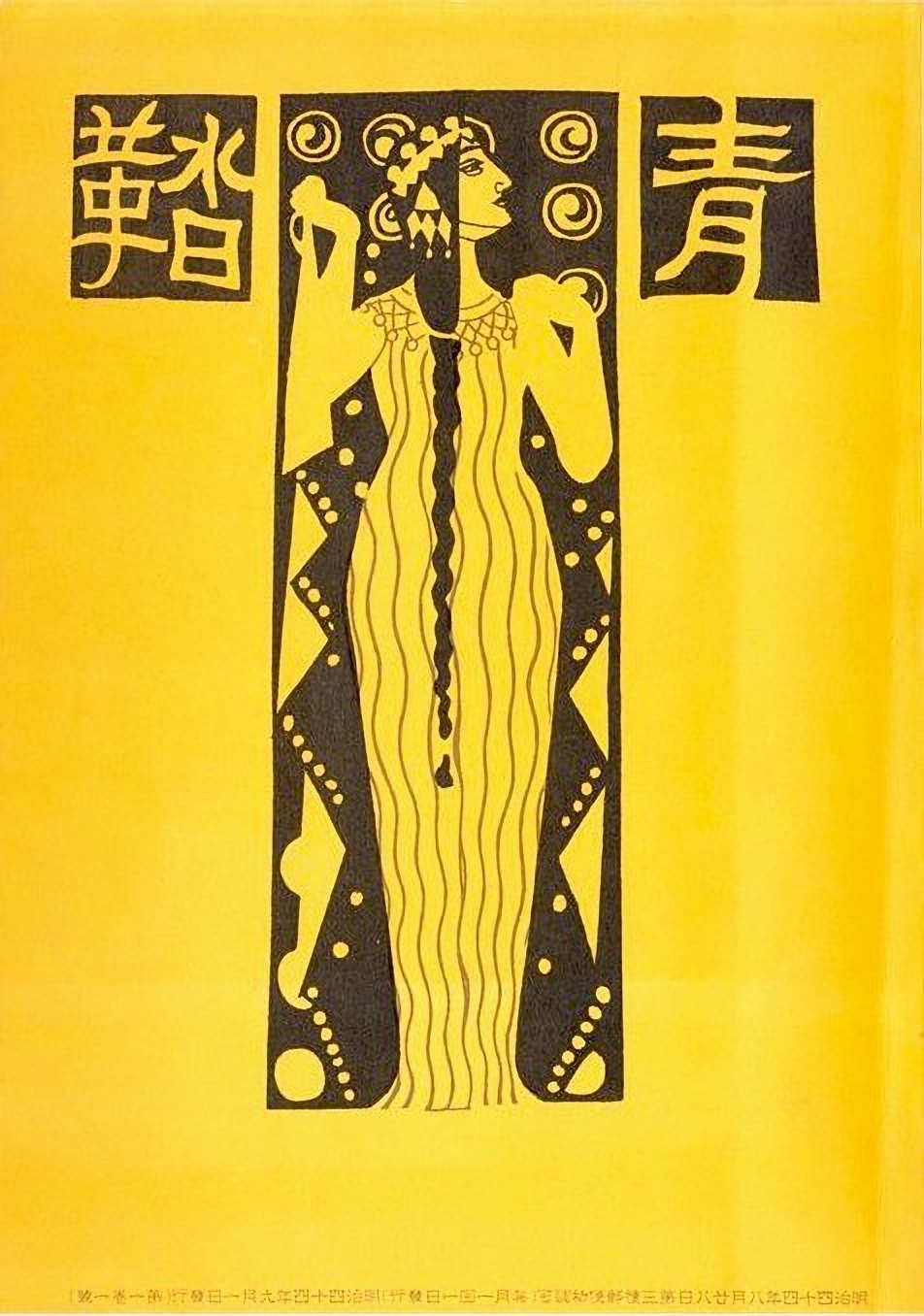
Couverture de la première édition de la revue Seito, créée par Chieko Naganuma (plus tard connue sous le nom de Chieko Takamura), publiée en septembre 1911. Retouchée par Hinonbey~commonswiki.

L'historien anarchiste Max Nettlau a sauvé la plupart des numéros qui sont à présent déposés à l'Institut international d'histoire sociale à Amsterdam.
L'intégralité de la publication a été rééditée, en 2002, par l'Universidad Nacional de Quilmes à Buenos Aires.

## Citation
« Compagnons et compagnes, salut ! Voici : lasses de tant de pleurs et de misères, lasses du cadre permanent et désolant que nous offrent nos malheureux enfants, tendres morceaux de notre cœur, lasses de réclamer et de supplier, d’être le jouet du plaisir de nos infâmes exploiteurs ou de vils époux, nous avons décidé de lever la voix dans le concert social et d’exiger, oui, d’exiger notre part de plaisir au banquet de la vie. » - La Voz de la Mujer, n°1, 8 janvier 1896.

## Filmographie
- (es) Laura Mañá, Ni Dios Ni Patrón Ni Marido (Un grupo de mujeres hace oír su voz...), 90 minutes, 2010, voir en ligne.

## Notices
- L'Éphéméride anarchiste : notice.